# Bing (televíziós sorozat)
A Bing brit televíziós 78 + 24 részes animációs mese sorozat. A forgatókönyvet Ted Dewan és Holly Tosi írta, Nicky Phelan rendezte. Magyarországon a Minimax tűzte műsorra. Eddig 78 rész lett szinkronizálva.

## Ismertető
Bing nyuszi a főhős, aki egy három év körüli kis nyuszi. Játszótársaival és Floppal nagyszerű és nagyon tanulságos kalandokba keverednek a 3 évesek általános hétköznapi világában.

## Szereplők
- Bing – Kis nyuszi, aki a főhős
- Flop - Bing gondozója
- Hoppity - Bing kedvenc plüssjátéka
- Sula - Bing legjobb barátja
- Coco, Charlie nyuszi - Bing unokatestvérei
- Amma - Sula gondozója
- Paula - Pandó gondozója és ő a boltos

- Gilly - a fagyi árus
- Pando - Bing szomszédja és barátja
- Arlo  - utcai cica,aki Bing barátja

## Magyar változat
A szinkront a Minimax megbízásából a Subway Studió készítette.
Produkciós vezető: Kicska László
Magyar hangok:
- Straub Martin - Bing
- Bodrogi Attila - Flop

## Epizódok
1. Tűzijáték (Fireworks)
2. Pápá (Bye Bye)
3. Hinta (Swing)
4. Kockák (Blocks)
5. Kacsák (Ducks)
6. Turmix (Smoothie)
7. Béka (Frog)
8. Parkolóház (Car Park)
9. Árnyék (Shadow)
10. Szoborjáték (Musical Statues)
11. Vú Vú (Voo Voo)
12. Vigyázz, jövök! (Here I Go)
13. Növés (Growing)
14. Hapci (Atchoo)
15. Bújócska (Hide & Seek)
16. Sütés (Bake)
17. A vonat (Train)
18. Búcsúzás (Say Goodbye)
19. Elveszett (Lost)
20. Piknik (Picnic)
21. Lufi (Balloon)
22. Öltözködés (Dressing Up)
23. Ajándékkészítés (Something for Sula)
24. Jó érzék (Knack)
25. Szívek (Hearts)
26. Esti mese (Storytime)